# Піонер Пі-30
«Піонер Пі-30» (англ. Pioneer P-30, укр. Першопроходець), інші назви «Атлас-Ейбл-5 Ей» (англ. Atlas Able 5A), «Піонер-Вай» (англ. Pioneer-Y), «Пі-30» (англ. P-30)  — американський космічний апарат для дослідження Місяця, невдало запущений за програмою Піонер.

## Опис
Космічний апарат був кулею з алюмінієвого сплаву діаметром 1 м, до якої кріпилась рушійна установка, загальна довжина становила 1,4 м. Куля важила 30 кг, рушійна установка — 90 кг. На зовнішній поверхні кулі розташовувались чотири панелі сонячних батарей, кожна складалась з 2200 фотоелектричних елементів і мала розміри 60 × 60 см. Сонячні панелі мали заряджати нікель-кадмієві батареї. Загальна ширина апарата разом з панелями сонячних батарей становила 2,7 м. Більшу частину внутрішнього об'єму заповнював великий кулястий бак для гідразину, вище знаходились два менші баки з азотом і гальмівний двигун потужністю 90 Н, щоб апарат міг двічі за політ увімкнути двигун для зменшення швидкості при виході на орбіту Місяця. Знизу до кулі було прикріплено двигун потужністю 90 Н, розрахований на 4 вмикання, для корекції орбіти в польоті та маневрування біля Місяця.
Навколо верхньої півкулі бака з гідразином розташовувалась кільцева платформа для інструментів. На платформі було закріплено батареї у двох контейнерах, два дециметрові передавачі потужністю 1,5 Вт, два діплексера, логічні модулі для наукових приладів, два приймачі команд, декодери, буферний підсилювач, три перетворювачі сигналу, фотосканувальний прилад, командний пристрій і більшість наукових приладів. На вершині сфери з іншого боку від сопла гальмівного двигуна було встановлено дві дециметрові антени Герца. На нижній частині сфери було встановлено дві дециметрові антени Герца і довгу антену наддовгих радіохвиль. Передавачі працювали на частоті 378 МГц.
Температура мала регулюватись п'ятдесятьма маленькими пропелерами на поверхні кулі. Пропелери були виготовлені з матеріалу з високою відбивною здатністю і складались з чотирьох лопатей, розташованих впритул до поверхні в заглибинах на кулі, пофарбованих чорною теплопоглинальною фарбою. До пропелерів було приєднано теплочутливі котушки, що мали при низькій температурі всередині супутника повертати пропелери і відкривати темні поверхні заглибин, а при високій температурі всередині — повертати пропелери для закривання темної поверхні. Також на поверхні кулі було встановлено чотири квадратні тепловідвідні установки для полегшення розсіювання тепла зсередини.
- Апарат мав такі наукові прилади загальною масою (разом з електронікою і батареями) 60 кг. На інструментальні платформі було встановлено: сцинтиляційний спектрометр для вивчення земних і можливих місячних магнітних полів, лічильник високоенергетичних частинок, іонізаційну камеру і лічильник Гейгера-Мюллера для вимірювання загальної кількості радіації, лічильник низькозаряджених частинок, два магнітометри, фотосканувальний прилад, детектор мікрометеоритів, радіоприймач наддовгих радіохвиль для виявлення первісних радіохвиль, транспондер для вимірювання густини електронів, частина ферозондових і котушкових магнітометрів.

На поверхні кулі було встановлено: детектор мікрометеоритів, зонд Легмюлра для вимірювання енергії й імпульсів протонів, щоб вивчати вплив випромінювання під час сонячних спалахів і сонячний датчик.

## Запуск
25 вересня 1960 року о 15:13 UTC ракетою-носієм «Атлас-Ді-Ейбл» з космодрому Канаверал було запущено «Піонер Пі-30». На висоті приблизно 370 км після 275 с польоту відокремився перший ступінь. При вмиканні двигуна другого ступеня телеметрія показала збій у роботі двигуна внаслідок несправності у системі подачі окисника. Апарат досяг апогею 1290 км і увійшов в атмосферу Землі через 17 хвилин після запуску, імовірно рештки впали в Індійський океан. Сигнали надходили 1020 с (17 хв) після запуску.
15 листопада 1960 року НАСА оголосило про виявлення двох уламків апарата в Трансваалі (Південно-Африканська Республіка).